# Taraxacum limburgense
Taraxacum limburgense  (лат.) — вид двудольных растений рода Одуванчик (Taraxacum) семейства Астровые (Asteraceae). Впервые описан группой ботаников во главе с А. Хагендейком в 1978 году.

## Распространение
Эндемик Нидерландов. В Нидерландах основная часть ареала раздельнополых видов одуванчика (к которым относится и Taraxacum limburgense) приходится на Южный Лимбург.

## Ботаническое описание
Растение примечательно тем, что в отличие от большинства других близкородственных местных видов одуванчика, для него не характерна агамоспермия, то есть зигота у Taraxacum limburgense формируется в процессе оплодотворения. В связи с низкой активностью насекомых-опылителей, высокой чувствительностью соцветия к погодным условиям и другими факторами конкурентоспособность вида довольно низка.
Число хромосом — 2n=16.